# روبرت وينترز
روبرت وينترز (بالإنجليزية: Robert Winters) (و. 1910 – 1969 م) هو سياسي كندي، ولد في مدينة لونينبورج، كان عضوًا في الحزب الليبرالي الكندي، توفي في كاليفورنيا، عن عمر يناهز 59 عاماً.

## مناصب
تولى منصب عضو مجلس العموم الكندي.

## التعليم
تعلم في معهد ماساتشوستس للتكنولوجيا.